# Histoire de la Galice
La Galice, région du nord-ouest de la péninsule Ibérique, est une entité historique aujourd'hui communauté autonome de l'Espagne. La constitution de 1978 dans son article 151 la reconnaît comme nation historique à l'instar de la Catalogne et du Pays basque.
Ce territoire, occupé dès la préhistoire, présente une identité culturelle propre dès l'âge du fer avec la culture des castros, ses limites géographiques ont évolué au cours des siècles. À la province romaine Gallaecia a succédé en 410 le regnum suevorum, regnum galliciense ou royaume suève. On appelle reino de Galicia (royaume de Galice) la période qui va formellement  de 410 au 30 novembre 1833, date à laquelle la régente Marie-Christine signe le décret qui dissout la Xunta Superior do Reino de Galiza (junte du royaume de Galice). Toutefois il est convenu de considérer que la Galice a eu une politique autonome jusqu'au XVe siècle, en prenant comme date symbolique 1486, date de la visite des rois catholiques à Saint-Jacques-de-Compostelle, bien que depuis 1230 les rois du royaume de Castille sont aussi rois de Galice.
À partir de 1833  et de fait jusqu'à la transition démocratique, la Galice n'est plus une entité politico-administrative. Néanmoins, la Galice a toujours évolué avec ses particularismes culturels, économiques, sociaux et politiques. Le 28 juin 1936, un projet de statut d'autonomie a été approuvé par référendum en Galice, mais il n'a pu eu le temps d'être mis en œuvre par le gouvernement républicain, la guerre civile espagnole a éclaté le 17 juillet et dès les premiers jours les quatre provinces qui constituent l'actuelle Galice se sont trouvées du côté des nationalistes. Lors de la recréation, en 1940 par le régime franquiste, des capitaineries générales militaires assorties de pouvoir de droit civil, la Galice est la VIIIe.
Les nouvelles institutions créés à partir de 1977 ont abouti au statut d'autonomie du 6 avril 1981, l'article 151  de la constitution de 1978 du royaume d'Espagne reconnaît la Galice comme nationalité historique à l'intérieur de l'État espagnol. 

## Préhistoire
On ne peut dater l'apparition de l'homme sur les terres de Galice. Les traces les plus anciennes de l'homme se trouvent sur la frange est/sud, le gisement archéologique de Lousadas (paroisse de Vilaselán de la commune de Ribadeo, province de Lugo), et le gisement archéologique des  Gándaras de Budiño (commune d'O Porriño, province de Pontevedra)  qui datent de la glaciation de Riss sont les plus anciens .

### Culture mégalithique

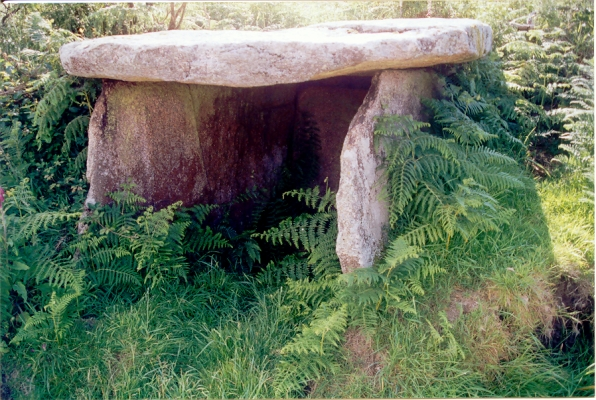
Dolmen « Casota de Freán » de Berdoias, commune de Vimianzo, en Galice.

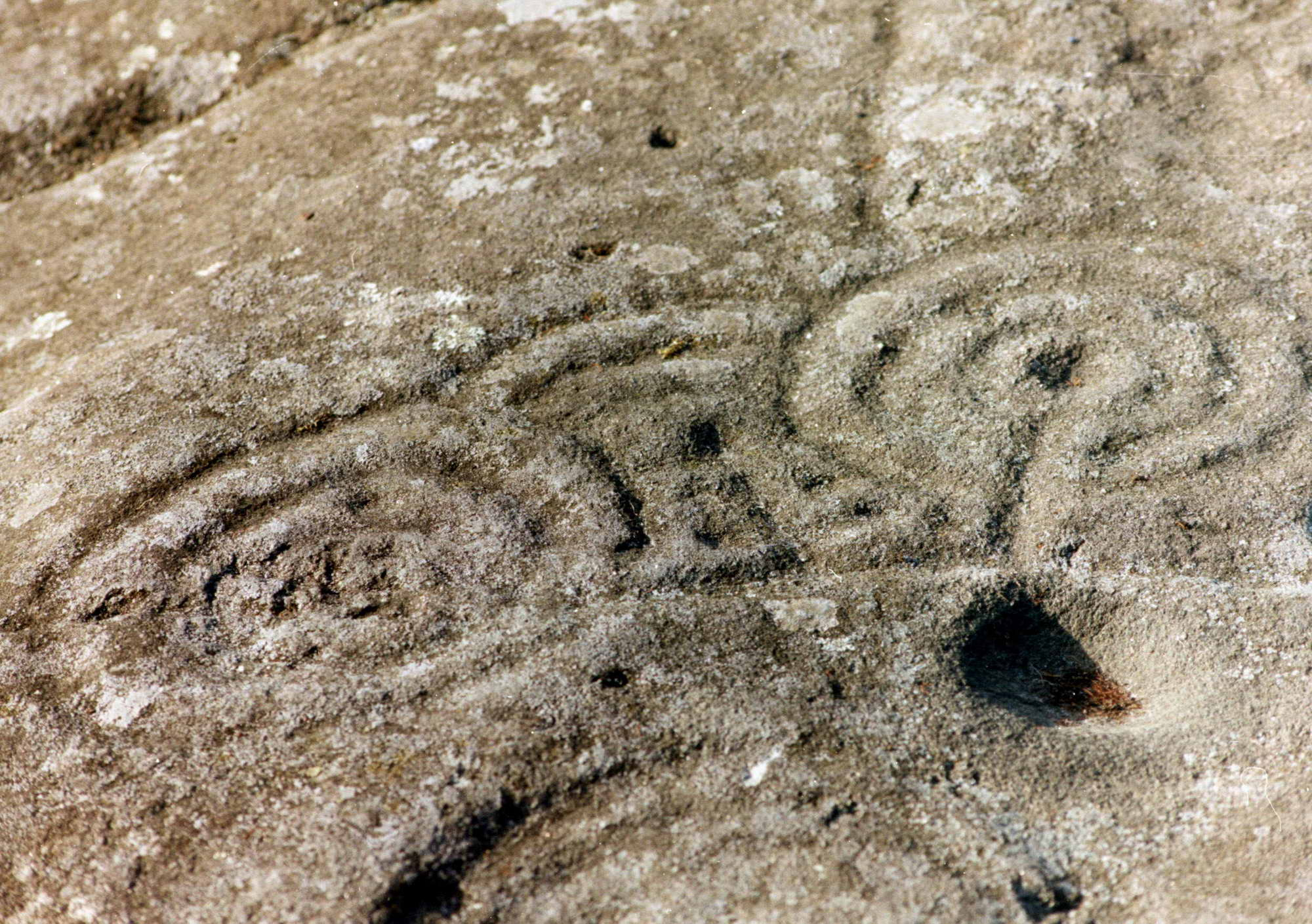
Pétroglyphes de Mogor, commune de Marín, en Galice.

Depuis le Néolithique et le Chalcolithique, vers 4500 à 1500 av. J.-C., la Galice, le nord du Portugal, les Asturies, l'ouest du León, et Zamora constituent une unique région mégalithique.
La culture mégalithique, première grande culture à apparaître en Galice, se caractérise par son étonnante aptitude pour la construction et l'architecture. Elle s'associe à un profond sentiment religieux, basé sur le culte des morts, considérés comme les intermédiaires entre les hommes et les dieux.
De nombreux historiens distinguent deux composantes à cette culture mégalithique : l'une orientale, qui prédominait dans les régions méditerranéennes, et l'autre atlantique, dont l'origine est située au nord du Tage. Cette dernière composante expliquerait, en raison de sa proximité géographique avec la Galice, l'abondance des restes de culture mégalithique dans la région. 
De cette époque, subsistent des milliers de dolmens répartis dans toute la région. Ceux-ci témoignent d'une organisation sociale, et il a été confirmé que celle-ci était structurée en clans [réf. nécessaire].

### Âge du bronze
L'introduction des techniques de travail du bronze initia une nouvelle ère culturelle, quand la nouvelle importance des métaux s'accompagna de l'intensification des activités minières. Quelques historiens attribuent le fort développement de ce secteur à la forte érosion accompagnant le climat très chaud et humide, qui fit révéler les richesses minières du Nord.
Comme la Galice était aussi très humide de par sa proximité de l'océan Atlantique, la population des villes du plateau castillan migra vers la région, augmentant son peuplement.
Cet accroissement démographique fut la cause de conflits, mais soutint fortement les activités minières, qui s'accompagnaient d'une forte production d'armes et d'objets utilitaires. Les métaux de Galice permettaient également à des artisans de fabriquer de splendides bijoux d'or et de bronze, qui étaient diffusés dans toute la péninsule ibérique, et même dans le reste de l'Europe.

## Premiers âges

Populations et langues de la péninsule ibérique vers 300 av. J.-C..
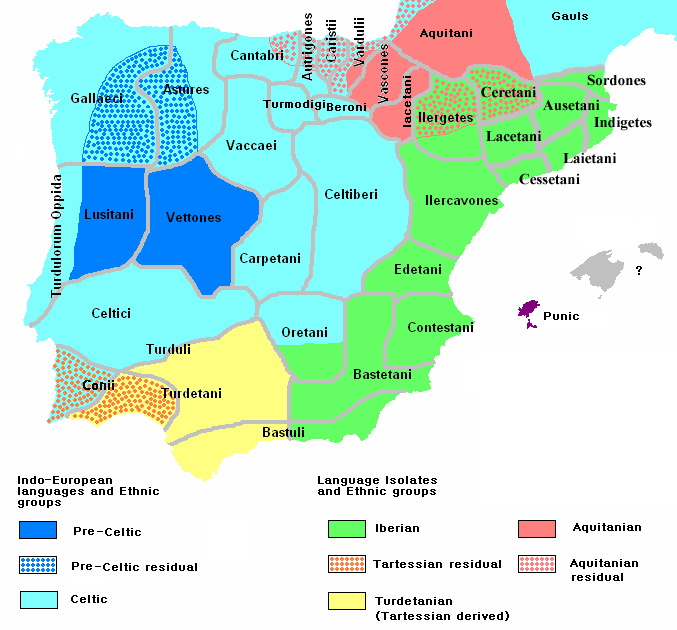
Ethnographie vers -200.
Péninsule ibérique vers -100.
Implantation romaine.
Méditerranée vers -218.

### La Gallaecia pré-romaine

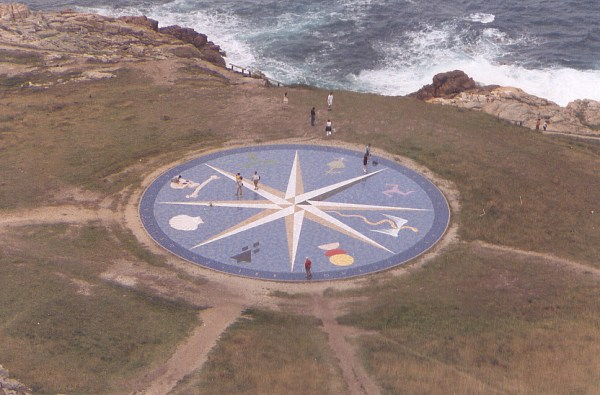
Rose des vents représentant les différents peuples celtes, au pied de la tour d’Hercule en Galice.

D'après Strabon, géographe du Ier siècle, les premiers colons qui résidaient au nord du Douro étaient connus sous le nom de Kallaikoi ; ce nom de Kallaikoi fut ensuite transcrit Gallaeci, Callaeci ou Gallaicoi en latin. 
Le Lebor Gabála Érenn, mentionne que la dernière invasion en Irlande, est celle des enfants de Miles venus de la péninsule Ibérique. Rien n'atteste d'une réalité historique. Toutefois les indices du texte à partir desquels on peut supputer que les milésiens sont originaires de Galice qu'ils sont les enfants de Bréogan, qui lui-même serait un roi mythique de Galice n'ont été utilisés que par les Irlandais qui cherchaient refuge en Galice au XVIIe siècle. Ces indices ont été ensuite pris pour argent comptant par les intellectuels au XIXe siècle dans le même type de mouvance romantique qui se développait par ailleurs en Europe (Macpherson, etc.).
Aujourd'hui, la ferveur « celtisante » des historiens et des poètes galiciens du XIXe siècle s'étant quelque peu apaisée, les spécialistes pensent désormais que les populations celtiques, non seulement étaient minoritaires en Galice à l'arrivée des Romains mais de surcroît que leur influence sur la région n'aurait été en définitive que très limitée : elles n'auraient constitué qu'une petite oligarchie militaire et il semblerait même, souligne Ramón Mariño Paz, qu'à l'arrivée de Rome leur langue fût déjà en voie d'extinction (absence d'inscriptions en langue celtique et quasi-absence du suffixe panceltique -(i)ako-). D'après Johannes Hubschmid, à l'époque de la romanisation, le celtique était peu présent en Hispania ou du moins fortement imprégné d'éléments pré-indo-européens et il est même possible que les langues pré-indo-européennes fussent tout à fait majoritaires. Alain Tranoy souligne, quant à lui, que le peuplement de la Galice dut se faire à partir d'un important fonds de peuplement préceltique. Pour certains auteurs, ajoute-t-il, « les Callaeci seraient même restés en dehors de ces vagues indo-européennes et représenteraient un peuple de la fin de l'âge du Bronze, en pleine expansion ».
Des éléments archéologiques nous indiquent que vers la période du VIIe au Ve siècle, l'influence de la culture celte de Hallstatt commence à se manifester en Galice et au nord du Portugal. Mixée avec d'autres éléments identifiés, comme ceux originaires de Méditerranée orientale, ou bien ceux subsistant de la culture précédente (connue sous le nom d’Âge du bronze atlantique) dominant en Galice, ils aboutirent à la formation d'une nouvelle culture fusionnant ces éléments, qui a connu un développement original appelée culture Castrexa, nom qui évoque le principal type de village qu'ils construisaient, appelé castro. Néanmoins, cette culture souffre encore, tout comme l'art galicien, d'études insuffisantes qui mettent en évidence sa spécificité. Il n'est donc pas exclu que cette culture des castros soit bien une culture originale ayant intégré par la guerre et, ou le commerce des éléments de culture celtibère selon un processus de « celtibérisation ». 

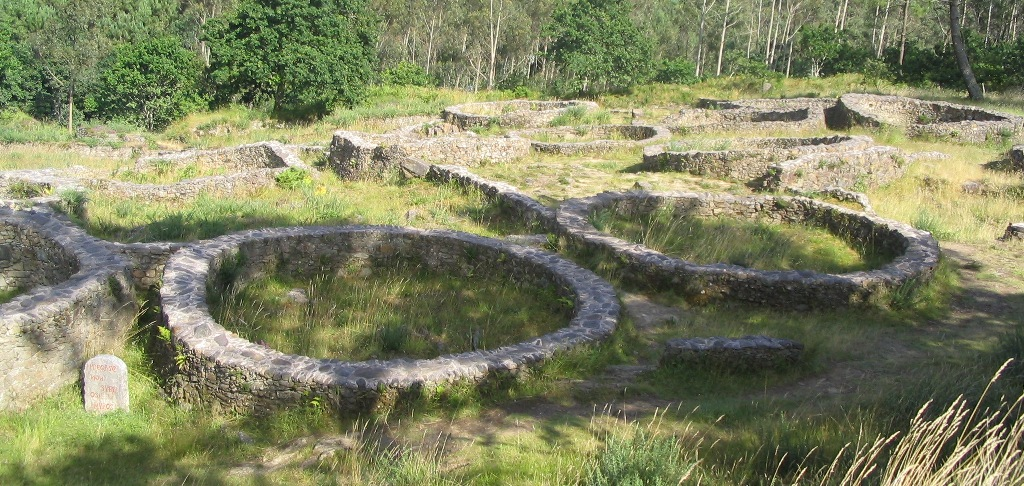
Castros en Galice.

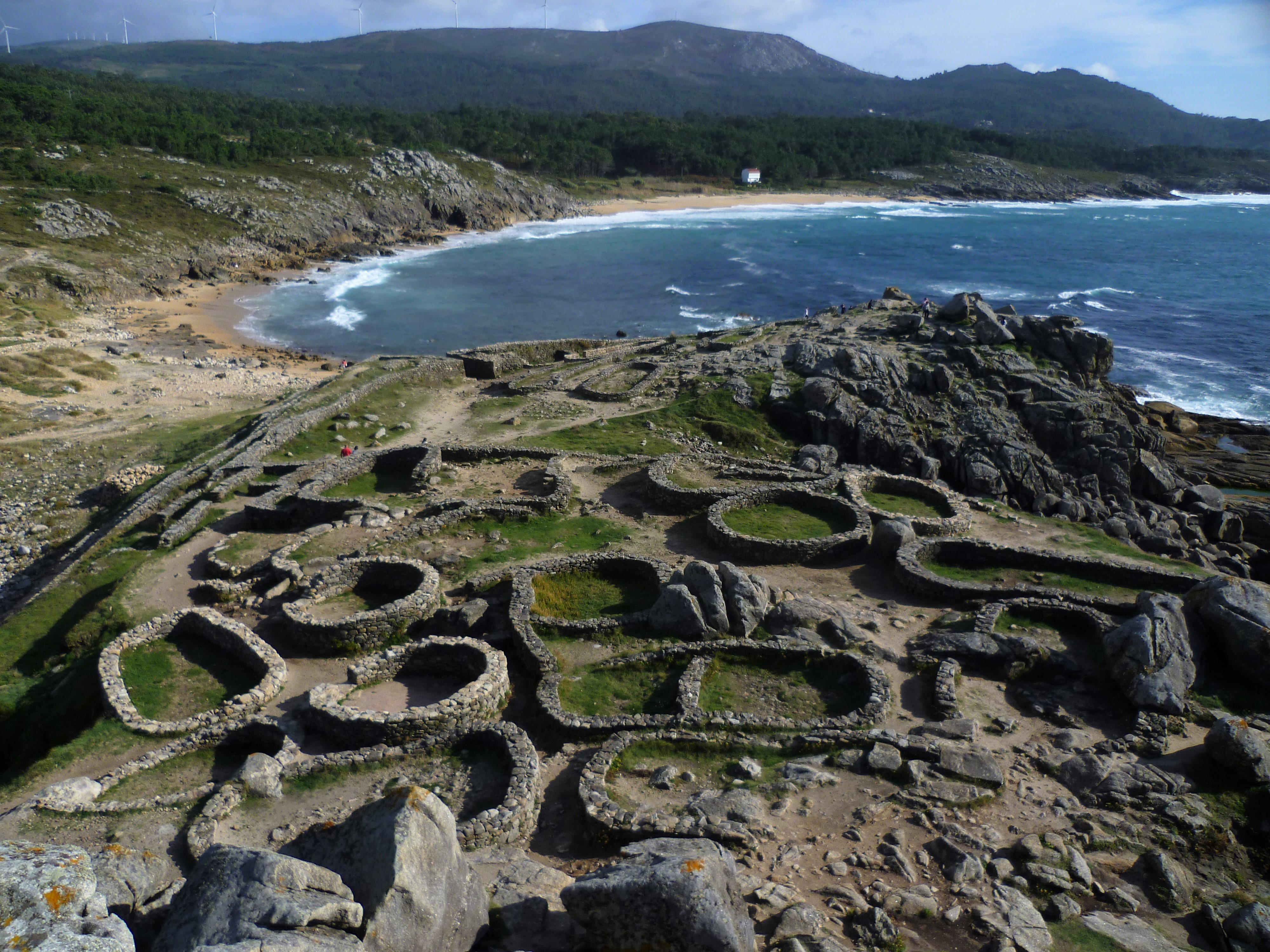
Ruines de Castro de Baroña, Galice, Espagne.

Si nous nous fions à ce que les géographes et historiens grecs et romains ont rapporté, les Galiciens étaient des barbares qui passaient la journée à combattre et la nuit à manger, à boire et à danser lors de la pleine lune. L'historiographie moderne jette un regard différent sur leurs mœurs et leur organisation sociale. Au cours des cinq derniers siècles av. J.-C., les autochtones développèrent un modèle social aristocratique et peut-être même féodal.
Ainsi, la structure fondée sur les castros apparaît comme associée à une occupation fortifiée du terrain, similaire à celle de l'habitat celtique classique du centre de l'Europe (notamment de la Gaule). D'un autre côté, cette sorte d'occupation territoriale est différente car elle est probablement liée à l'attraction suscitée par les ressources minières, assimilable à une certaine forme de « fièvre de l'or ». En tout cas, il est également patent que les Romains s'intéressaient à cette région principalement en raison de sa richesse aurifère. 
Quand l'Ibérie fut impliquée dans les guerres puniques entre Carthaginois et Romains, une alliance stratégique ininterrompue avec les Phéniciens permit à Hannibal de recruter de nombreux Galiciens. 
Le proconsul romain Decimus Iunius Brutus mena des campagnes victorieuses en Ibérie, au sud de l'actuel Portugal, avant de se diriger plus au nord. La tribu des Gallaicoi affronta les légions romaines en 137 av. J.-C. à la bataille du Douro ; cette bataille se conclut par une écrasante victoire romaine contre 60 000 Galiciens, et le général romain Brutus fut reçu à Rome comme un héros, recevant le nom de Gallaicus, d'après l'historien Paul Orose.

### La Gallaecia romaine

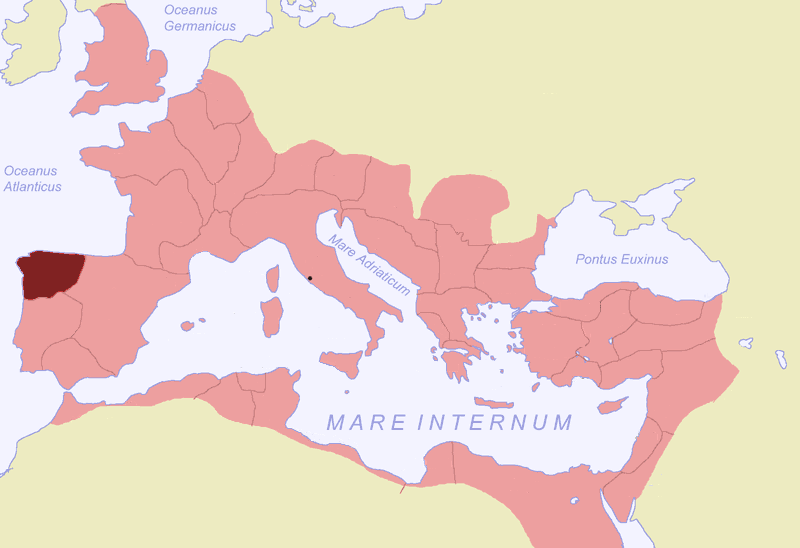
Province romaine vers 120.

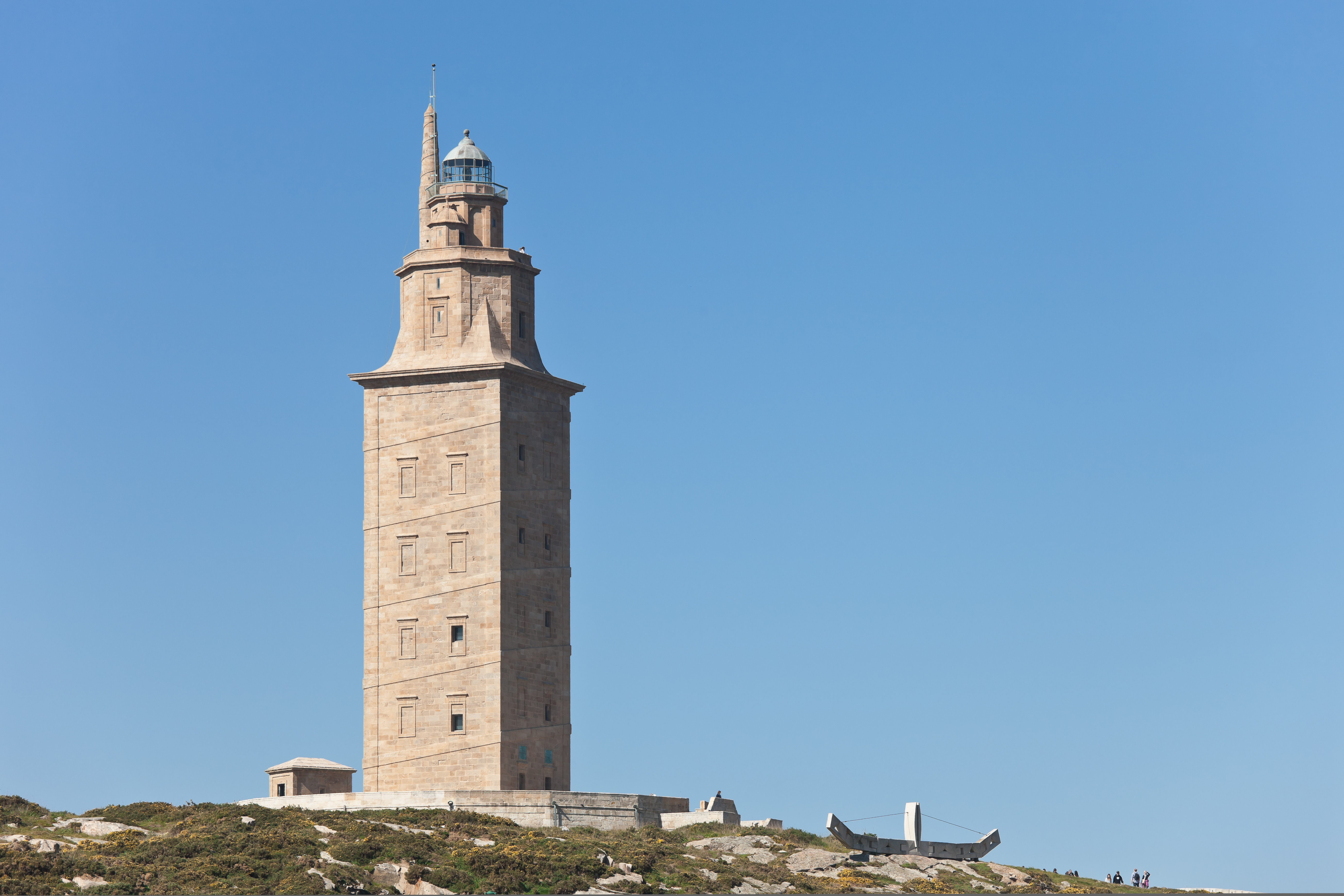
Tour d'Hercule (La Corogne), dernier phare romain toujours en activité.

Après les campagnes de Brutus, Rome contrôlait les territoires compris entre le Douro et le Minho, avec probablement quelques extensions le long de la côte et vers l'intérieur. En 61 av. J.-C., Jules César commanda une seconde invasion, qui débarqua à Brigantium (La Corogne).
Les témoignages suggèrent que la résistance des Galiciens contre les Romains cessa à cet endroit ; à partir de ce moment, les Galiciens furent massivement enrôlés comme troupes auxiliaires dans les légions romaines. Plus d'un tiers des troupes auxiliaires romaines en provenance d'Ibérie appartenaient aux tribus du nord-ouest de la péninsule.
La réduction de toute résistance fut l'objet de violents et impitoyables combats (guerres cantabres) sous l'empereur Octave entre 26 et 19 av. J.-C. La résistance était farouche : suicide collectif plutôt que la reddition, mères qui tuaient leurs enfants avant de se suicider, prisonniers crucifiés chantant des hymnes guerriers, rébellions de captifs qui tuaient leurs gardiens et revenaient chez eux depuis la Gaule.[réf. nécessaire] et probablement émigration vers l'Irlande comme attesté dans le livre des invasions Lebor Gabála Érenn (Irlande).
Au IIIe siècle, Dioclétien créa une division administrative qui comprenait les conventus de Gallaecia, d'Asturica et peut-être de Cluniense. Cette province s'appela Gallaecia car la Gallaecia était la région la plus peuplée et la plus importante de la province. En 409, lorsque l'autorité romaine fléchit, les conquêtes des Suèves transformèrent la Gallaecia romaine (circonscriptions de Lucense et Bracarense) en royaume de Gallaecia (la Galliciense Regnum rapportée par Hydace de Chaves et Grégoire de Tours).

### Le royaume suève
En l'an 411, la Galice tombe aux mains des Suèves, qui y constituent leur propre royaume. 

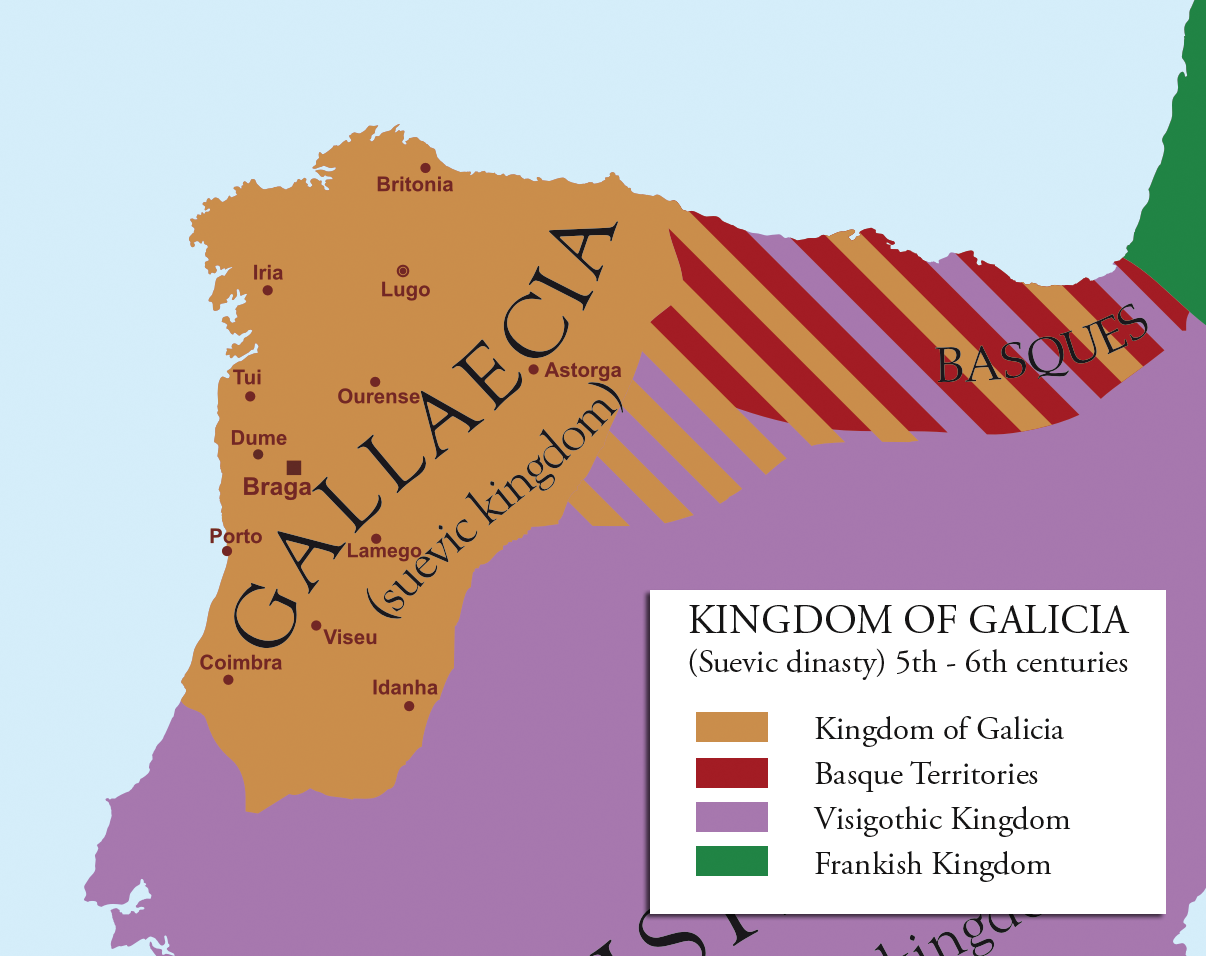
Royaume de Galice,
dynastie suève (s).

Le nombre des envahisseurs suèves initiaux est évalué à seulement 30 000 personnes, s'établissant principalement dans les zones urbanisées de Braga (Bracara Augusta), Porto, Lugo (Lucus Augusta) et Astorga (Asturica Augusta). Les Suèves firent de Bracara Augusta, l'ancienne capitale de la province romaine de Gallaecia, la capitale de la Gallaecia suève ; celle-ci était plus vaste que la Galice actuelle, et s'étendait au sud du Douro et vers l'Est jusqu'à Avila.
Le royaume suève de Gallaecia se maintint de 410 à 584 et semble avoir assuré un gouvernement stable pendant toute cette période. Des historiens comme José António Lopes Silva, traducteur des chroniques d'Idatius, la principale source écrite du Ve siècle, estiment que le principal caractère de la culture galicienne se forgea de ce mélange entre la culture ibéro-romaine et celle des Suèves.
Il y eut quelques affrontements ponctuels avec les Wisigoths, qui arrivèrent en 416 dans la péninsule ibérique et la dominèrent presque entièrement. Mais les Suèves conservèrent leur indépendance, jusqu'à ce que le roi wisigoth Léovigild envahisse leur royaume en 584, les défit, et inclut la Galice dans son royaume wisigoth.
Richard Fletcher (Fletcher 1984) souligne que, pendant l'Antiquité tardive, la Galice était demeurée un pays du monde romain et méditerranéen. Il donne en exemple le compte-rendu du pèlerinage en Terre sainte de la nonne galicienne Egeria en 381–384, ainsi que le voyage du jeune Idatius qui, bien qu'habitant « à la dernière extrémité du monde », avait rencontré Jérôme en Orient ; sa chronique montre qu'il demeurait informé des affaires de la Méditerranée orientale, car il se réfère à des voyageurs orientaux venus en Galice. Devenu évêque, Idatius voyagea en Gaule en ambassade auprès d'Aetius, 431–432.
Miro, roi des Suèves, avait des relations diplomatiques avec les rois barbares alliés de Neustrie et de Bourgogne, mais aussi avec les empereurs de Constantinople. Martin de Braga, célèbre évêque du VIe siècle, était natif de Pannonie. Le roi wisigoth Léovigild confisqua les navires des marchands gaulois de Galice.
À Lorenzana, le beau sarcophage qui reçut ultérieurement la dépouille du comte Osorio Gutiérrez avait été probablement importé du sud de la Gaule au Ve siècle, relève Fletcher. Et l'une des pièces du trésor de Bordeaux constitué vers 700 était frappée d'un motif galicien, suggérant de possibles relations commerciales.

## La Galice médiévale

### Le royaume wisigoth et la conquista mauresque
Avec la conversion au catholicisme des rois wisigoths, l'influence des évêques augmenta jusqu'à reprendre aux nobles, au IVe concile de Tolède de 633, le droit de désigner le roi au sein de la famille royale.

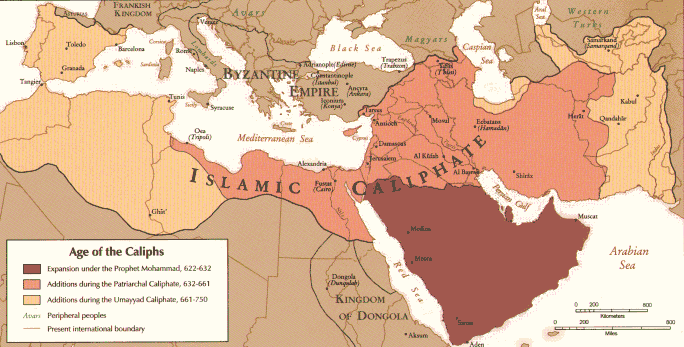
Histoire de l'expansion de l'islam.

Rodrigue, dernier roi élu, fut trahi par Julien, comte byzantin de Septem, dont il avait violé la fille. Ce dernier invita ses voisins musulmans Omeyyades (ou Maures), qui venait juste de conquérir le Maghreb à pénétrer en Hispanie. Il leur fournit pour cela une flotte que Tariq ibn Ziyad fit brûler à Gibraltar, avant d'engager le combat contre les Wisigoths à Guadalete, où le roi Rodrigue, trahi par ses sujets, meurt le 19 juillet 711 (28 Ramadan 92 AH). La conclusion de cette bataille provoqua l'écroulement du royaume, le trône restant vacant parce que les Maures ne permirent pas à Agila de l'occuper. Parmi les quelques survivants de la bataille, il y avait Pélage, un noble commandant la garde royale (Comes Spatharius).
Ce fut le début de la Conquête musulmane de l'Espagne qui soumît la majeure partie de la péninsule ibérique à la charî'a dès 716. La pénétration maure fut facilitée par la population indigène. Cette conquête rapide peut être comprise comme la poursuite des guerres civiles qui avaient affecté la péninsule pendant des siècles, aussi bien que comme la volonté des Maures de respecter les commandements de l'Islam les incitant à opérer des conversions par la force.

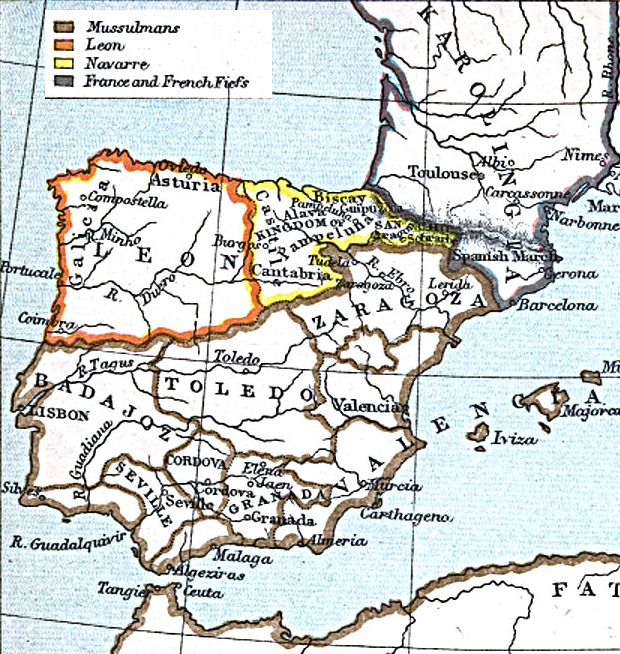
La péninsule ibérique sous la domination des Maures ; en 1030, lors de la première période de taïfas, la Galice forme le royaume de León.

Pélage se vit créditer du début de la Reconquista de l'Ibérie quand, en 718, il vainquit les Omeyyades à la bataille de Covadonga, et établit le royaume des Asturies au nord de la péninsule.

### La Reconquista

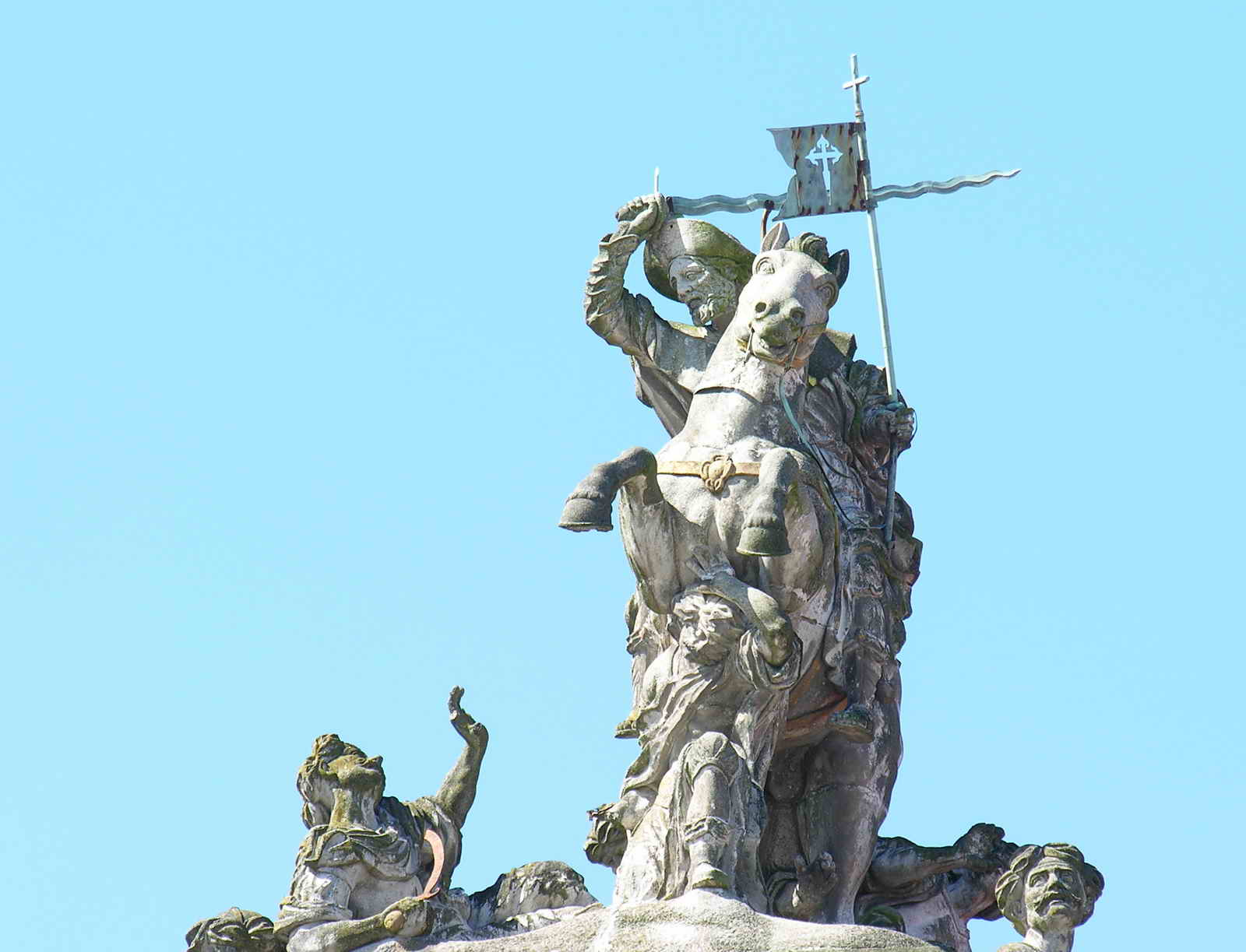
Saint Jacques terrassant les Maures.

Au cours des IXe et Xe siècles, les comtes de Galice se soumettent plus ou moins à leur souverain en titre, et des raids normands/vikings ravagent les côtes de Galice. Les tours de Catoira (Pontevedra) sont construites dans le cadre d'un réseau de fortifications destinées à arrêter les raids vikings sur Saint-Jacques-de-Compostelle.
Le nord de l'Ibérie (précédemment duché de Gallaecia), même conquis, n'est pas l'endroit rêvé pour les Maures, qui se bornent à y envoyer une force militaire pour y collecter des taxes, et comme les Romains, ne s'occupent guère des Asturies et de la Cantabrie. Mais, à la fin des années 710, l'Andalousie fut affligée de révoltes. Les Berbères n'appréciaient pas les terres qui leur avaient été attribuées et furent réprimés par les forces de l'émir lors de plusieurs batailles jusqu'à stopper la rébellion. Revolté par cette injustice manifeste, les Berbères se tournèrent alors vers les Asturies, réclamant davantage de taxes de cette région et organisant des expéditions punitives contre ses villages. Ceci conduisit les Astures à commencer une guérilla. Les Maures occupèrent la Galice pendant 24 ans jusqu'à leur expulsion en 739 par Alphonse Ier des Asturies. Le royaume fut connu sous le nom de royaume des Asturies jusqu'en 924, puis devint le royaume de León.
La rivalité constante entre les royaumes de León et de Castille fut exploitée par Sanche III de Navarre (1004–1035), qui absorbe la Castille dans les années 1020, puis le León pendant la dernière année de sa vie, laissant provisoirement la Galice indépendante. Après sa mort, ses terres furent divisées, et son fils Fernando lui succède au comté de Castille.
Deux années plus tard, en 1037, il conquiert le León et la Galice. En 1065, Ferdinand Ier de Castille, du León et de Galice divise son royaume entre ses fils. La Galice est attribuée à Garcia II de Galice.

### Royaume de Galice et de Portugal
Un royaume de Galice et de Portugal est constitué en 1065 par le comte de Portugal Nuno Mendes, qui déclare son indépendance après la mort de Ferdinand Ier, profitant des dissensions provoquées par les guerres entre les fils de Ferdinand.
Cependant, en 1071, le roi Garcia II le défait et le tue à la bataille de Pedroso, et annexe son domaine, ajoutant le titre de Roi de Portugal à ses précédents titres. En 1072, le roi Garcia II est lui-même battu par son frère Sanche II de Castille et doit fuir. La même année, après le meurtre de Sanche, Alphonse VI devient roi de Castille et du León ; il fait emprisonner Garcia à vie, en se proclamant Roi de Galice et de Portugal, réunifiant ainsi le domaine de son père. Depuis ce temps, la Galice demeura une partie du royaume de Castille et du León, bien que bénéficiant de divers degrés d'autonomie de gouvernement.
En 1095, le Portugal se sépare définitivement du royaume de Galice, ces domaines restant sous l'autorité du royaume de León, comme la Castille (Burgos). Ses territoires, principalement constitués de montagnes, de landes et de forêts, étaient délimités au nord par le Minho, au sud par le Mondego.

### Saint-Jacques et la Galice

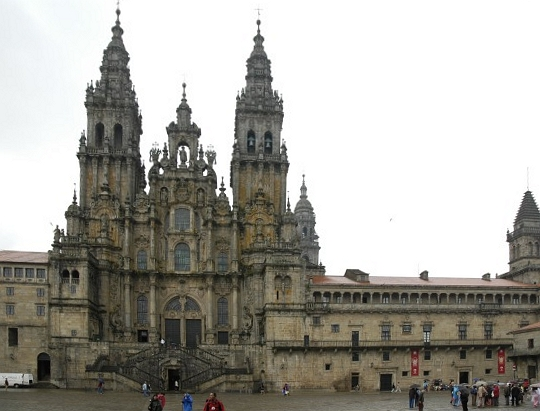
Cathédrale de Saint-Jacques-de-Compostelle.

D'après la légende, le transfert des reliques de saint Jacques en Galice fut accompagné d'une série d'évènements miraculeux : décapité à l'épée par Hérode Agrippa lui-même dans la ville de Jérusalem, son corps fut enlevé par des anges, puis porté, seul sur un radeau, jusqu'à Iria Flavia en Espagne, où un énorme rocher se referma autour de ses reliques à Compostelle.
L'Historia Compostellana fournit un résumé de la légende de saint Jacques telle qu'elle était contée à Compostelle au XIIe siècle. Celle-ci est centrée autour de deux assertions : la première, que saint Jacques a prêché l'Évangile en Espagne aussi bien qu'en Terre sainte ; la seconde, qu'après son martyre par Hérode Agrippa, ses disciples transportèrent son corps jusqu'en Espagne par la mer, débarquèrent à Iria Flavia sur la côte de Galice, puis l'emmenèrent jusqu'à Saint-Jacques-de-Compostelle pour l'ensevelir.
Une autre tradition plus tardive soutient qu'il apparut miraculeusement pour combattre parmi les rangs de l'armée chrétienne pendant la bataille de Clavijo, lors de la Reconquista, et fut dès lors appelé Matamoros (tueur de Maures). ¡ Santiago y cierra España !, qui signifie « Saint Jacques et reste ferme Espagne ! » devint le cri de guerre usuel des armées espagnoles.
« Saint Jacques le tueur de Maures, l'un des plus vaillants saints et chevaliers que le monde n'ait jamais connus… a été donné par Dieu à l'Espagne pour être son bienfaiteur et protecteur ».
— Cervantès, Don Quichotte.
L'hypothèse de l'instauration du culte de saint Jacques afin de remplacer le culte galicien de Priscillien (exécuté en 385), qui était très vénéré dans tout le nord de l'Espagne comme martyr des évêques, plutôt que comme hérétique. Une légende se superpose à celle de saint Jacques, ce ne seraient point les reliques de l'apôtre qui reposent dans la cathédrale de Saint-Jacques, mais le corps de l'évêque Priscillien ramené de Trêves en Galice.

## La Galice contemporaine

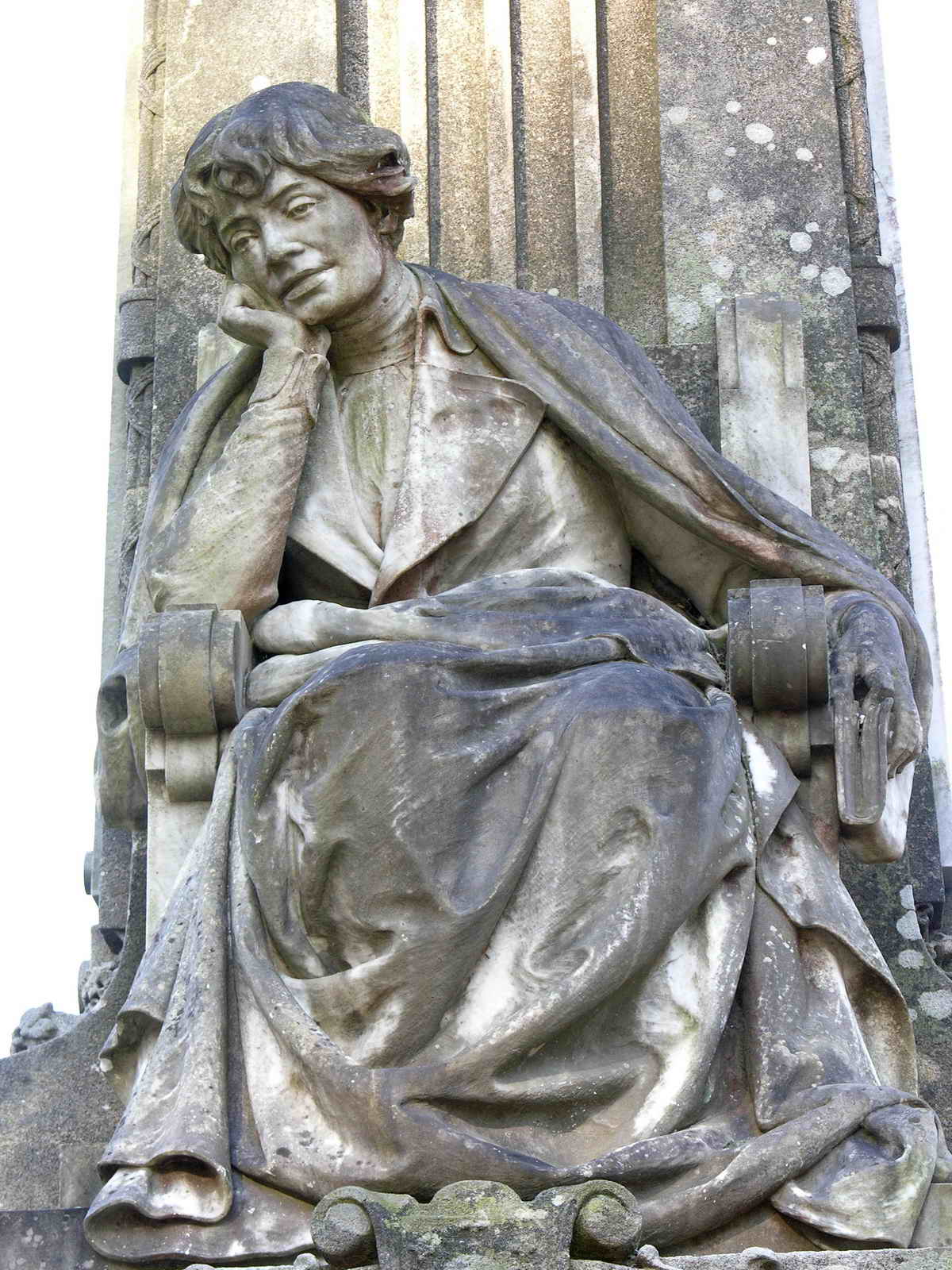
Statue de Rosalía de Castro à Saint-Jacques-de-Compostelle.

Drapeau de la Galice.

Des mouvements galiciens nationalistes et fédéralistes se formèrent pendant le XIXe siècle, et après la proclamation de la Seconde République espagnole en 1931, la Galice devint une « région autonome » à la suite de l'approbation de son projet de statut d'autonomie par un référendum.
Le 6 octobre 1934, des socialistes et des anarchistes tentent un coup d'État dans les Asturies et en Catalogne. Ce même jour, le politicien catalan Lluís Companys i Jover proclame la Catalogne république libre et indépendante. Les mineurs des Asturies se révoltent, occupant Oviedo, et provoquant la mort d'environ 40 personnes.
La tentative des rebelles de s'emparer des ministères à Madrid échoue, et il a été reconnu que les plus forts combats se déroulèrent en Catalogne et en Galice. Au milieu du mois d'octobre, cependant, la révolte avait été entièrement écrasée par le général Francisco Franco. Ce soulèvement et sa répression divisa la nation.
Pendant la dictature du général Francisco Franco (natif de Ferrol en Galice), de 1936 à 1975, le statut autonome de la Galice fut annulé (comme le furent ceux de la Catalogne et des provinces basques).
Le régime de Franco supprima également toutes les mesures en faveur de la langue galicienne (bien que son usage ne fut jamais interdit). Pendant la dernière décennie de l’ère franquiste, il y eut un renouveau du sentiment nationaliste en Galice.
Avec le retour à la démocratie qui suit la mort de Franco en 1975, la Galice recouvre son statut de communauté autonome d'Espagne.
Divers degrés de sentiments nationalistes ou séparatistes se manifestent au niveau politique. Le seul parti nationaliste ayant une certaine représentativité, le Bloque Nacionalista Galego ou BNG, plaide pour une plus grande autonomie vis-à-vis de l'État espagnol, et pour la sauvegarde du patrimoine galicien et de sa culture. D'autres factions revendiquent une complète indépendance, tandis que quelques groupuscules souhaitent la réunion avec le Portugal et le monde lusophone. Cependant, les partis nationalistes n'ont jusqu'à présent obtenu qu'un soutien minoritaire lors des échéances électorales.
De 1990 à 2005, le gouvernement et le parlement régional, la Xunta de Galicia, ont été présidés par le Parti populaire de Manuel Fraga, qui fut ministre et ambassadeur sous le régime de Franco.
Cependant, lors des élections galiciennes de 2005, le Parti populaire perdit la majorité absolue, bien que demeurant le parti le plus représenté au parlement. Le pouvoir passa aux mains d'une coalition de gauche entre le Partido Socialista de Galicia (PSdeG) (Parti socialiste de Galice), un parti-frère du principal parti socialiste espagnol, et le BNG. En tant qu'élément principal de la nouvelle coalition, le PSdeG désigna son chef Emilio Pérez Touriño à la présidence de la Galice.

### Articles connexes

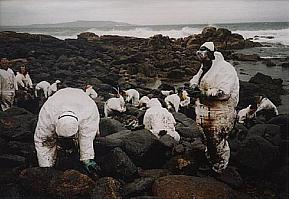
Volontaires nettoyant une plage de Galice, après le naufrage du Prestige en 2002